# Залесе-Велике
Залесе-Велике (пол. Zalesie Wielkie) — село в Польщі, у гміні Кобилін Кротошинського повіту Великопольського воєводства.
Населення — 329 осіб (2011).
У 1975-1998 роках село належало до Лешненського воєводства.

## Демографія
Демографічна структура станом на 31 березня 2011 року:
|          | Загалом | Допрацездатний вік | Працездатний вік | Постпрацездатний вік |
| -------- | ------- | ------------------ | ---------------- | -------------------- |
| Чоловіки | 158     | 33                 | 105              | 20                   |
| Жінки    | 171     | 36                 | 101              | 34                   |
| Разом    | 329     | 69                 | 206              | 54                   |